# Вшивая горка (Киржач)
Вши́вая го́рка — холм, возвышающийся над рекой Киржач, в 700 метрах севернее административной границы города Киржач Владимирской области России по дороге на Александров. Историческая музейно-парковая зона, а также зона отдыха.

## История
Холм получил своё название во время Отечественной войны 1812 года. В разгар зимы начала 1813 года, после того, как войска Наполеона оставили Москву, владимирские ополченцы были отправлены по домам. Многие из них были больны тифом, холерой и педикулёзом. Во избежание возможного распространения инфекций среди местного населения, на холме в полутора верстах от города был разбит карантинный лагерь. Отсюда и пошло его название — «Вшивая горка».
Осенью 1941 года Киржачский район стал прифронтовым, а город одним из опорных пунктов круговой обороны Москвы на случай её окружения. На дорогах вокруг Киржача было обустроено полторы сотни оборонительных объектов, следы которых остались, в том числе, в парковой зоне на Вшивой горке, в виде заранее подготовленных линий траншей и пулемётных гнёзд.
В 1960—1970-е годы на «Вшивой горке» любили отдыхать космонавты из «Гагаринского отряда». После тренировок на киржачском аэродроме Ю. А. Гагарин, Г. С. Титов, А. Г. Николаев, А. А. Леонов и другие лётчики-космонавты часто проводили свободное время в этом живописном месте на излучине реки.
По инициативе работников АО «Космос-Земля», основанного Героем Советского Союза космонавтом Г. С. Титовым, «в знак уважения и признательности киржачанам за дружелюбие и содействие в подготовке к полётам» в космос, одной из звёзд в созвездии «Рыбы» было присвоено имя «Киржач».
В 2012 году на холме был установлен памятный камень и поклонный крест в честь героев Отечественной войны 1812 года. Немногим позднее, по инициативе генерального директора ОАО «Киржачская типография» Евгения Фёдорова, началось строительство и обустройство музейно-парковой зоны отдыха.
2 августа 2015 года состоялось торжественное открытие музейно-парковой зоны. Была открыта мемориальная доска в память о создании рубежа Московской зоны обороны, установлены большие обручальные кольца, на которые молодожёны могут вешать замки, символизирующие крепость брачных уз.
21 августа 2015 года в парке на берегу реки Киржач была установлена мраморная ротонда.
16 января 2016 года на территории музейно-парковой зоны открыта освещённая лыжная трасса.
7 мая 2016 года в честь 55-летия первого полёта человека в космос на «Вшивой горке» открыты два мемориальных объекта: «Костёр космонавтов» и «Пляж космонавтов».
22 июня 2016 года ко Дню 75 годовщины начала Великой Отечественной войны состоялось торжественное открытие мемориала «Рубеж-12».

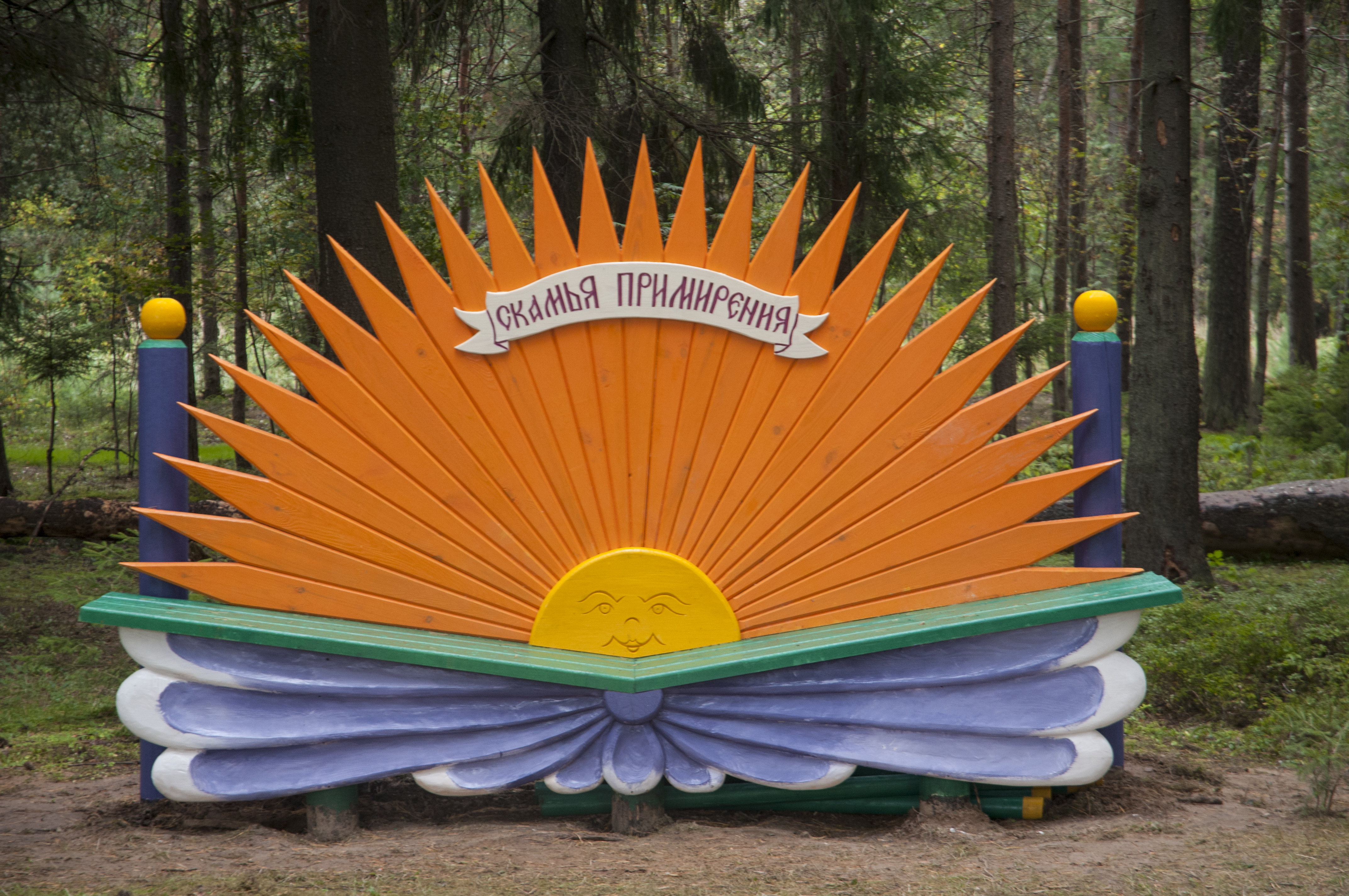
Скамья примирения
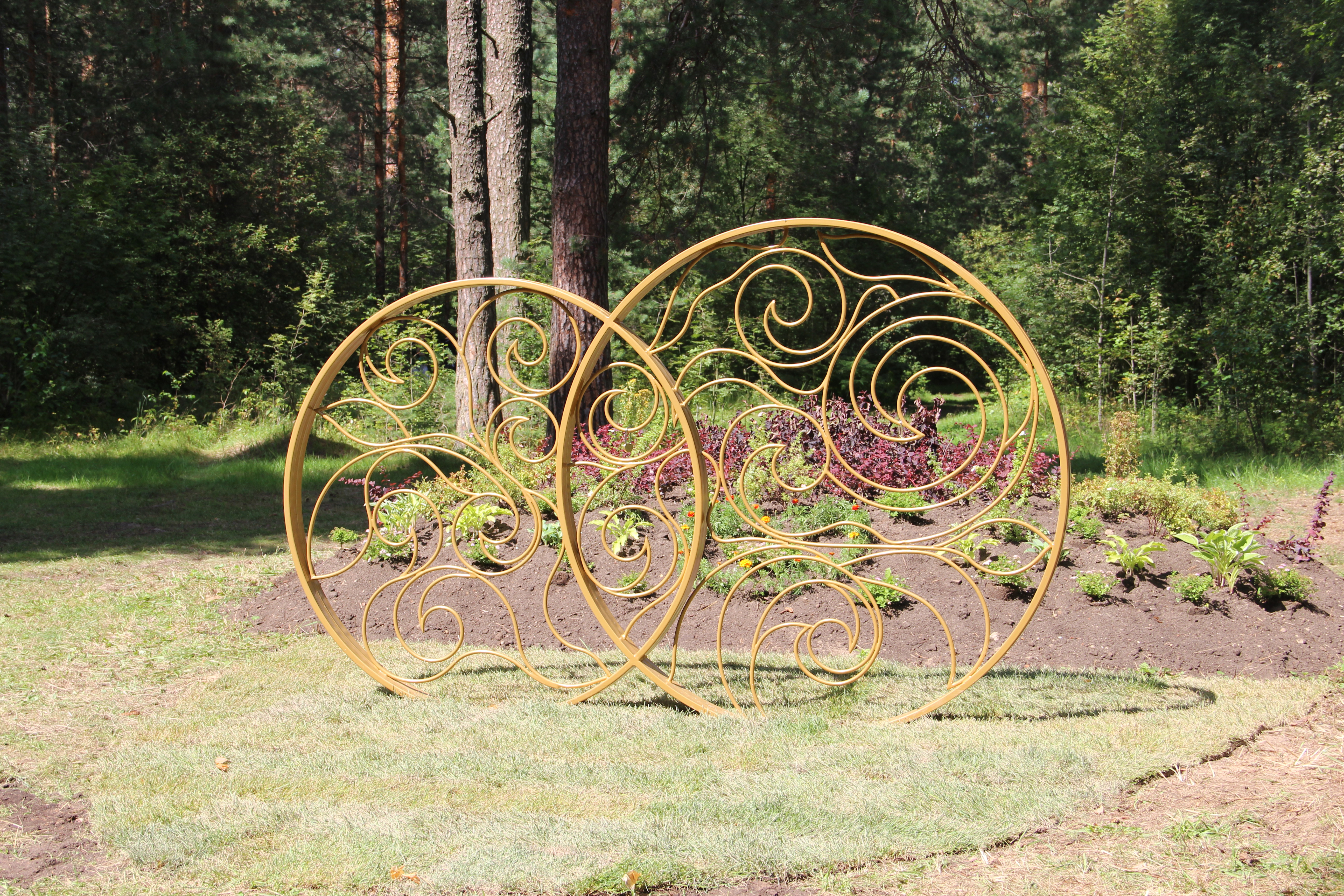
Обручальные кольца
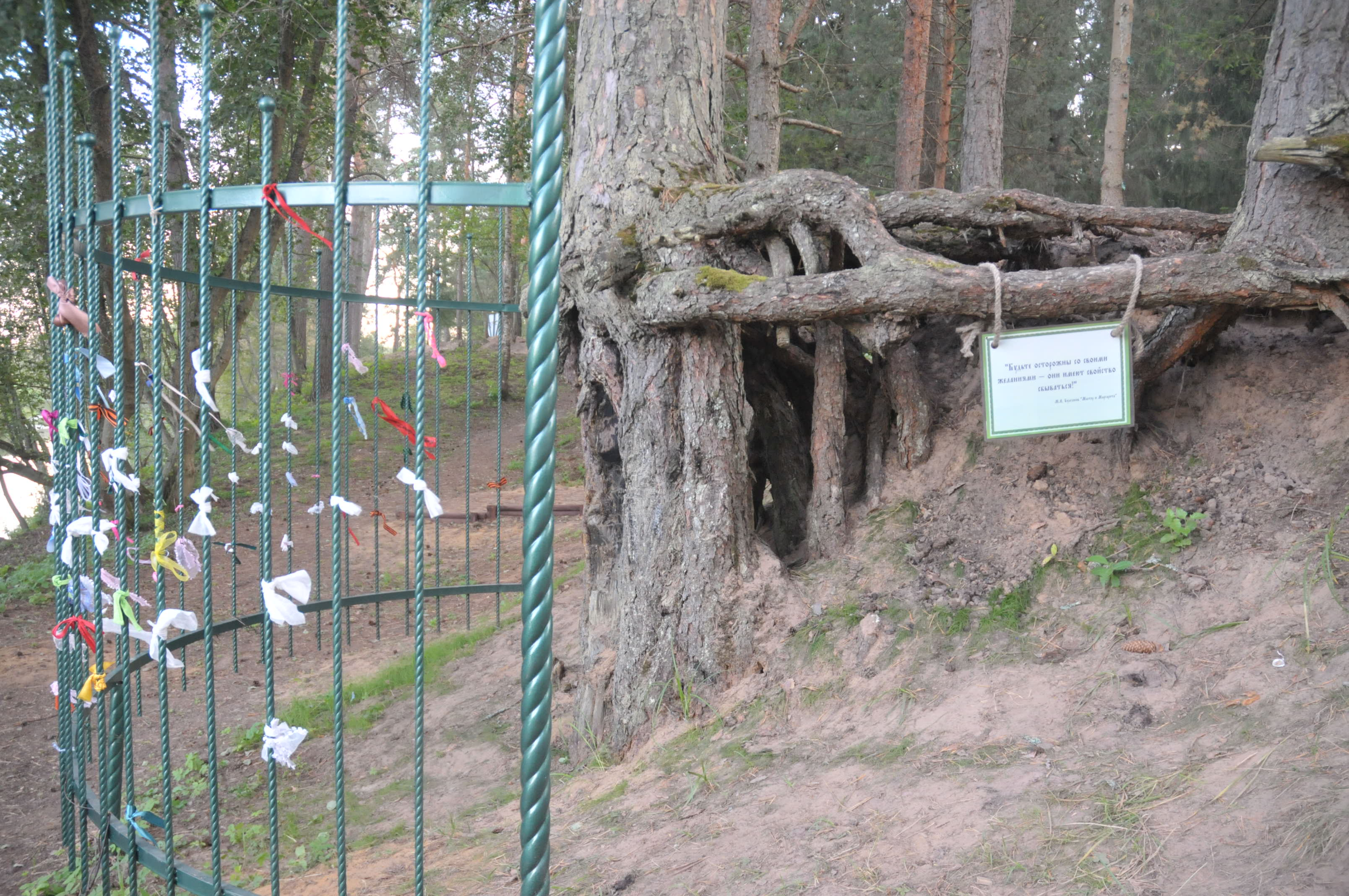
Древо желаний
Памятный камень

## Статьи и публикации
- Киржач: парк на Вшивой Горке, единственный в России дирижабледром и музей Сергея Прокудина-Горского // «Общественное телевидение России» : Телекомпания. — 2016. Архивировано 13 мая 2016 года.
- Пётр Фокин. В Киржаче презентовали «Вшивую горку» // Зебра-ТВ : сетевое издание. — 2015. — 5 августа.
- Юрий Авдеев. Под Киржачом представят «десантоград» // Призыв : газета. — 2015. — № 29. — С. 22. Архивировано 3 июня 2016 года.
- В Киржачском районе открыта мемориальная доска в память об обороне Москвы. События. АиФ. Владимир (7 августа 2015).
- Карина Романова. Про «Вшивую горку» и очень здоровую идею // Телерадиокомпания «Губерния-33» : телекомпания. — 2015. — 15 сентября.
- Лев Дударев. На «Вшивой горке» по лыжне // Призыв : сетевое издание. — 2015. Архивировано 3 июня 2016 года.
- Пётр Фокин. В Киржаче открыли «Костёр» и пляж космонавтов // Зебра-ТВ : телекомпания. — 2016. — 9 мая.
- Первая киржачская ротонда // «ВИП Новости 33.ру» : Информационное сетевое издание. — 2015. — 26 августа.